# Tomasz Michał Czechowicz Lachowicki
Tomasz Michał Czechowicz Lachowicki herbu Ostoja (zm. przed 20 listopada 1756 roku) – pisarz ziemski oszmiański od 1744 roku, podstarosta oszmiański w latach 1728-1739, skarbnik oszmiański w latach 1715-1744.
Syn Piotra Franciszka. Żonaty z Barbarą z Sulistrowskich, miał synów: Filipa, Ignacego i Wiktora.
Jako poseł na sejm konwokacyjny 1733 roku z powiatu oszmiańskiego był członkiem konfederacji generalnej zawiązanej 27 kwietnia 1733 roku na tym sejmie.